# Wilhelm Everding
Johann Christian Wilhelm Everding  (* 18. Juli 1863 in Bremen; † 20. Dezember 1928 ebenda) war ein deutscher Bildhauer.

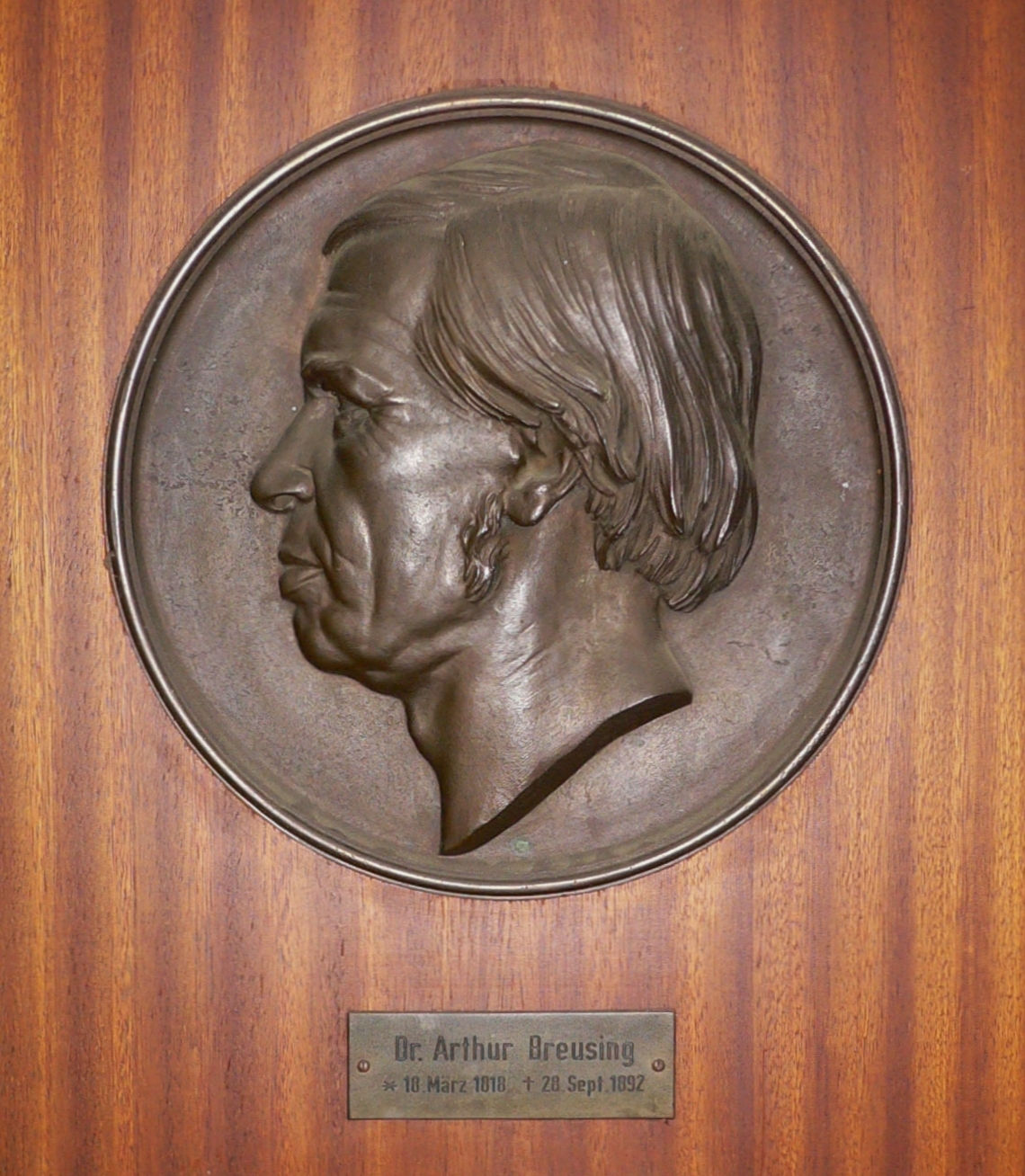
Porträtplakette Breusing

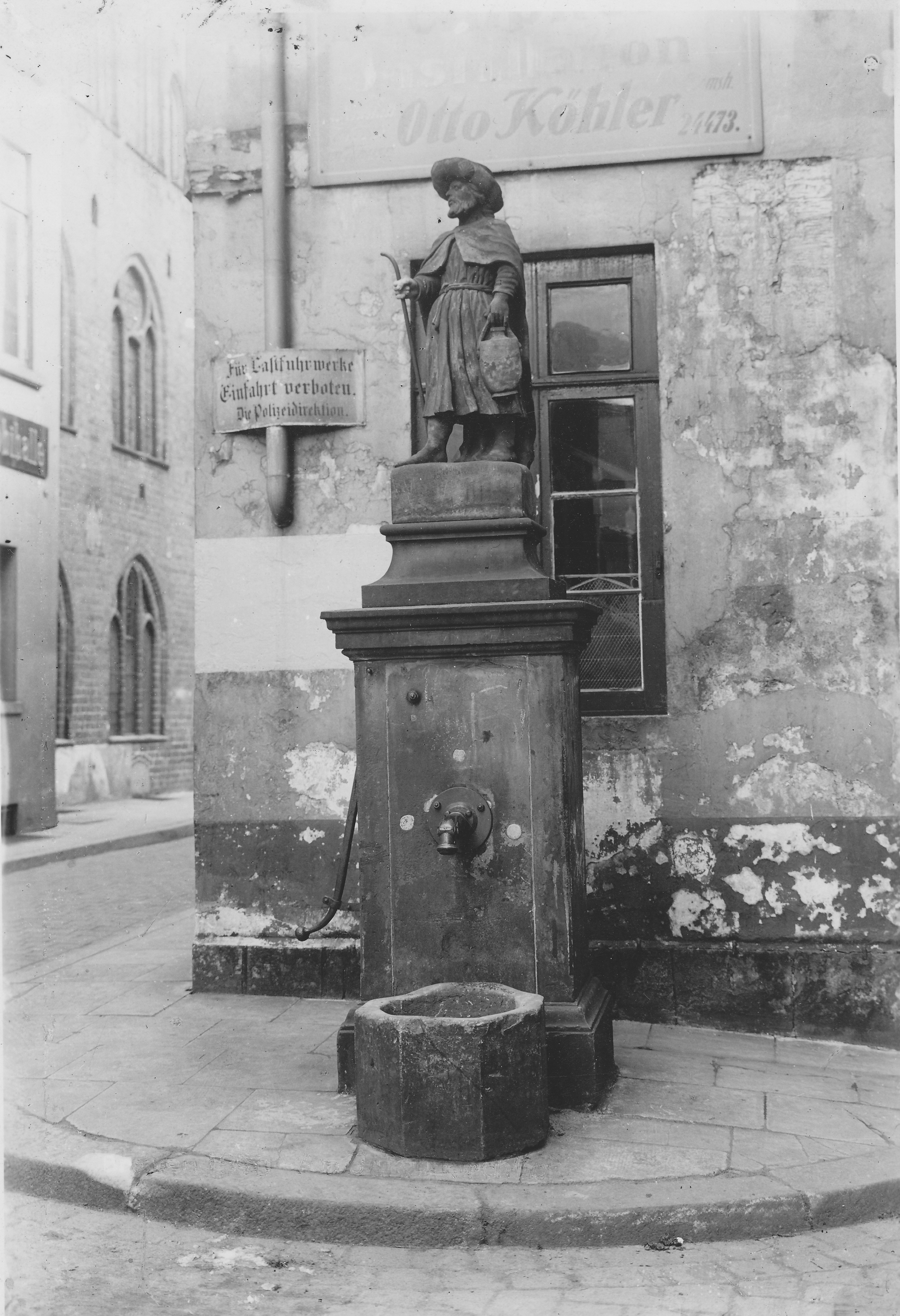
Jakobusbrunnen Bremen

## Leben
Wilhelm Everding wurde als Sohn des Gipsgießers und Bildhauer Heinrich (Johann Heinrich Wilhelm) Everding  geboren, sein Bruder war der Bildhauer Friedrich Everding. Zunächst erhielt er seine Ausbildung bei seinems Vaters und bei dem bremischen Maler Wilhelm Steinhäuser. In der Zeit von 1883 bis 1888 studierte er an der Kunstakademie Dresden und war Schüler bei Robert Henze und Johannes Schilling. Während dieser Zeit wirkte er am Fassadenschmuck des neuen Akademiegebäudes und an Aufträgen seines Professors Schilling mit. Nach erfolgreichem Abschluss, mit der Ehrenmedaille der Akademie ausgezeichnet, arbeitete er 1888 bis 1892 bei dem Bildhauer Robert Dorer in Baden bei Zürich. Im Jahr 1892 siedelte er nach Bremen und wirkte freischaffend, zudem arbeitete ab 1894 am Technikum in Bremen als Lehrer. Everding wohnte in Bremen auf der Gertrudenstraße 34. Das Atelier, in welchem er mit seinem Bruder Friedrich Everding gemeinsam arbeitete, befand sich im Haus Nummer 33 E-

## Werke (Auswahl)
- 1888: Relief Loki und Sigune, Bremen.
- 1890: Weihnachtsengel, Bremen.
- 1890: Entwurf und Modell Baumgartner-Denkmal in Bremen.
- 1893: Fassadenfiguren am Rathaus Hamburg
- 1894: Standbilder der Bürgermeister Meyer und von Büren am Gerichtsgebäude in Bremen.
- 1894: Büste Alexander von Humboldt für das Museum für Völkerkunde in Bremen.
- 1895: Porträtmedaillon von Arthur Breusing im Eingang der Hochschule Bremen, gegossen von Wilhelm Kallmeyer.
- 1895: Reliefmedaillons des Dr. Hurra und A. Grauls, Grabdenkmäler auf dem Bremer Friedhof.
- 1906: Neue Brunnenfigur für den St.-Jakobi-Brunnen in Bremen, 1945 zerstört.